# Personele Apostolische Administratie van de Heilige Johannes Maria Vianney
De Personele Apostolische Administratie van de Heilige Johannes Maria Vianney (SSJV) of Priesterbroederschap van de heilige Pastoor van Ars is een apostolische administratie in het katholieke bisdom Campos in Brazilië.
De SSJV werd met een decreet van de Heilige Stoel opgericht als personele apostolische administratie in januari 2002. Kort hiervoor hadden de traditionalistische bisschop en priesters die vanaf 1981 tot 2001 Mgr. Antonio de Castro Mayer (emeritus-bisschop van Campos) en Mgr. Marcel Lefebvre gevolgd waren, zich met het Vaticaan verzoend door een akkoord dat Mgr. Licinio Rangel van de SSJV en kardinaal Darío Castrillón Hoyos op 15 augustus 2001 hadden gesloten. Mgr. Rangel fungeerde tot zijn overlijden op 16 december 2002 als apostolisch administrator van de SSJV.
Op 28 juni 2002 benoemde Johannes-Paulus II Mgr. Fernando Arêas Rifan tot bisschop-coadjutor van de SSJV. Mgr. Rifan volgde Mgr. Rangel op 16 december 2002 onmiddellijk op als apostolisch administrator.
De SSJV gebruikt bijna uitsluitend het Tridentijnse missaal, volgens de editie van Johannes XXIII (1962). De geestelijkheid van de Administratie erkende in de overeenkomst van 15 augustus 2001 de autoriteit van het Tweede Vaticaans Concilie (1962-1965) en de geldigheid van de hervormde liturgie van Paulus VI (Novus Ordo Missae, missaal van 1969).
De SSJV behoudt zich volgens het akkoord van 2001 echter het recht toe kritiek uit te oefenen op theologische en liturgische ontsporingen.
De SSJV dient zich echter – onder druk – steeds vaker biritueel op te stellen. Dit werd onder meer bewezen door de concelebratie van een eucharistieviering volgens de nieuwe ritus door Mgr. Rifan op 18 november 2004 in een Braziliaanse bedevaartsplaats.
De SSJV ontleent haar naam aan de heilige Pastoor van Ars, Johannes Maria Vianney.

## Bisschoppen
- Licínio Rangel (18 januari 2002 - 16 december 2002)
- Fernando Arêas Rifan (16 december 2002 - heden; coadjutor sinds 28 juni 2002)